# Jan Tollius
Jan Tollius, også kendt som Joannes Tollius eller Tollio, (født ca. 1550 i Amersfoort, død 1603? i København) var en nederlandsk komponist og kontrapunktiker.
Tollius beklædte stillingen som kirkekapelmester først i sin fødeby, senere i Assisi, samt var i Rom og Padova. 1601-03 var han sanger ved Christian IV's hofkapel i København, hvor han sandsynligvis døde.
Af hans kompositioner, motetter og madrigaler, er en samling seks-stemmige madrigaler på ny udgivet af Foreningen for Nord-Nederlands Musikhistorie